# 察汗斯拉图干盐湖
察汗斯拉图干盐湖，位于中国青海省海西蒙古族藏族自治州茫崖镇大风山附近。北邻阿尔金山，西接大浪滩干盐湖，东邻昆特依干盐湖，南接大风山。湖区西侧315国道经过。 

## 盐湖物质成分
盐类矿物有石盐、芒硝、无水芒硝、钙芒硝、石膏、光卤石、钠硼解石、硼砂等。以芒硝为主，尤其是在沉积上部有5m纯芒硝层。赋存于石盐层中的晶间卤水氯酸钾含量1%以上，水化学类型为硫酸盐型硫酸镁亚型。 